# マイク・ペンダース
マイク・ルイス・ペンダース（Mike Louis Pendars, 2005年7月31日 - ）は、ベルギー・マースメヘレン出身のプロサッカー選手。リーグ・アン・ストラスブール所属。ポジションはGK。
「ペンデルス」と表記されることもある。

## クラブ経歴
KRCヘンクのユースチーム出身で、2024年7月28日、スタンダール・リエージュ戦でトップチームデビューを果たしクリーンシートを達成した。
2024年8月27日、チェルシーFCに移籍した。契約期間は8年間。2024-25シーズンは、レンタルの形でヘンクに残留する。
2025年7月28日、ストラスブールにレンタル移籍した。

## 代表経歴
2022年、ベルギーU-17代表に召集された[要出典]。
2024年、ベルギーU-19代表に招集された[要出典]。